# Tormos
Tormos – gmina w Hiszpanii, w prowincji Alicante, we wspólnocie autonomicznej Walencja, o powierzchni 5,36 km². W 2011 roku liczyła 386 mieszkańców.